# Irina Poleščuk
Irina Poleščuk, nota in Francia come Irina Polechtchouk (in russo Ирина Полещук?, in bielorusso Ірына Паляшчук?, Iryna Paljaščuk; Minsk, 1º agosto 1973), è un'ex pallavolista bielorussa naturalizzata francese, nel ruolo di centrale.

## Carriera
La carriera di Irina Polechtchouk inizia nel 1985 tra le file dell'Amkodor Minsk, dove gioca fino al 1994, vincendo un campionato bielorusso. Tra il 1991 ed il 1992 fa parte della nazionale under 20 della Comunità degli Stati Indipendenti, con cui vince un campionato mondiale under 20 ed un campionato europeo under 19. Nel 1993 debutta nella nazionale bielorussa, di cui fa parte fino al 2003 senza grandi risultati. Dal 1994 al 2004 gioca nel Racing Club Villebon 91, con cui vince una Coppa di Francia ed una Top Teams Cup.
Tra il 2004 e il 2006 gioca nel La Rochette Volley. In questo periodo entra a far parte anche della nazionale francese, con cui debutta nel 2005. Dopo una stagione al Racing Club de Cannes, in cui vince campionato e coppa nazionale, gioca, nuovamente per una sola stagione, nell'Entente Sportive Le Cannet-Rocheville Volley-Ball. Dal 2008 gioca nuovamente nel Racing Club de Cannes, con cui si aggiudica tre edizioni del campionato francese e della Coppa di Francia.
Dopo un anno di inattività viene ingaggiata dal Mougins.

## Palmarès

### Club
- Campionato bielorusso: 1

1993-94
- Campionato francese: 4

2006-07, 2008-09, 2009-10, 2010-11
- Coppa di Francia: 5

2001-02, 2006-07, 2008-09, 2009-10, 2010-11
- Top Teams Cup: 1

2002-03

### Nazionale (competizioni minori)
- Campionato mondiale under 20 1991
- Campionato europeo under 19 1992